# The Simpsons Hit & Run
The Simpsons Hit & Run je akční a dobrodružná videohra, založená na animovaném sitcomu Simpsonovi. Hra byla vydána pro GameCube, Xbox, PlayStation 2 a Windows v Severní Americe 16. září 2003, v Evropě a Austrálii 31. října 2003 a v Japonsku 25. prosince 2003. Hra byla vyvinuta společností Radical Entertainment a vyšla ve Vivendi Universal Games. Příběh a dialog byly vytvořeny autory seriálu a hlasy postav byly nadabovány tehdejšími odpovídajícími dabéry.
Hra se točí okolo rodiny Simpsonových a dalších občanů města Springfieldu, kde v poslední době docházelo k mnoha zvláštním příhodám. Když se několik občanů rozhodne vzít záležitosti do vlastních rukou, objeví, že dva mimozemšťané Kang a Kodos zde filmují realitní televizní seriál o lidstvu. Aby udělali show zajímavější, uvolní do springfieldské vodárenské nádrže novou verzi populárního nealkoholické nápoje Buzz Cola, která přeměňuje lidi v zombie. S pomocí profesora Frinka dokáže Homer zničit jejich kosmickou loď a navrátit tak Springfield a jeho obyvatele zpět do normálu.
Po vydání obdržela hra příznivé recenze od video-herních kritiků, jejichž chvála se zaměřovala především na způsob, jakým byli tvůrci schopni interpretovat televizní seriál Simpsonovi jako videohru, její parodické prvky na hru Grand Theft Auto III a samotnou grafiku hry. Kritizovány byly naopak některé aspekty její hratelnosti, jenž měly co dočinění s chybami v programování. Hra byla roku 2004 oceněna v Nickelodeon Australian Kids' Choice Awards za nejlepší hru roku. Do června 2007 bylo prodáno přes tři miliony kopií této hry.

## Hra
Hra se dělí do sedmi úrovní, z nichž každá obsahuje několik misí a vlastní vedlejší zápletku. V každé úrovni hráč ovládá jednu určitou postavu. Dostupnými postavami jsou Homer Simpson, Bart Simpson, Líza Simpsonová, Marge Simpsonová a Apu Nahasapímapetilon. V každé úrovni se také nachází několik skrytých vozidel, které může hráč využít. Mise zaměřené na řízení se podobají těm z Grand Theft Auto III. V obou hrách hráč závodí s ostatními postavami, sbírá věci v časovém limitu a ničí cizí auta.
Hra má otevřený svět s důrazem na řízení, v němž hráč ovládá svoji postavu z pohledu třetí osoby. The Simpsons Hit & Run hra má v pravém dolním rohu obrazovky výstražný měřič, který se naplňuje, když hráč ničí okolní předměty nebo přejíždí lidi, a naopak se snižuje, pokud hráč nic z toho nedělá. Když se měřič zaplní úplně, postavu začne pronásledovat několik policejních aut až do konce tzv. „hit and runu“.
Každá úroveň obsahuje předměty, které hráč může sebrat. Těmi jsou například mince, které lze získat rozbitím automatů na Buzz Colu, krabic od Buzz Coly, či vosích kamer. Mince mohou být využity k nákupu nových aut a oblečení, z nichž některé jsou nutné k dalšímu postupu ve hře. Hráč také může sbírat Itchy & Scratchy kartičky. Hráč může peníze také ztratit, poněvadž postava nemůže zemřít a zranění místo toho způsobují ztrátu mincí. Rovněž, pokud je hráč zatčen při hit and runu, musí zaplatit pokutu 50 mincí.

## Děj

### Úroveň 1
První mise hry se točí kolem jednoduchých každodenních úkolů. Homer Simpson například jede do Kwik-e-Martu či do práce a sbírá body na různých místech. Brzy si ale občané Springfieldu začnou ve městě všímat jistých zvláštností. Černé vozy projíždí ulicemi a robotické vosy pozorují a střílí na obyvatele. Homer ze všeho viní pana Burnse, který ale jeho obvinění popírá.

### Úroveň 2
Věci se zdají být v normálu. Mise v této úrovni se soustředí na novou videohru, kterou Bart chce, jeho nezákonného shromažďování ohňostrojů a skupině rváčů, k níž se k jeho nelibosti nemůže připojit. Později mu profesor Frink chce pomoci jedním ze svých vynálezů, ale narazí na Truckosauruse, zvíře s hlavou kamionu a tělem dinosaura. Bart uteče do stadiónu, kde poté zmizí v jasném světle.

### Úroveň 3
Líza se snaží najít Barta. Na konci úrovně zjistí, že se Bart nachází na kosmické lodi, ale zdá se, že ztratil paměť.

### Úroveň 4
Marge se snaží Barta uzdravit, ale nakonec musí přijít na spojitost mezi kamiony, robotickými vosami a kruhy v obilí. Abraham Simpson vypráví o jeho zkušenosti s kruhami v polích, jejichž forma je totožná s logem nealkoholických nápojů (ve skoutečnosti Koks energy drink), který se prodává v Kwik-E-Martu. Marge toto logo ukáže i Bartovi, jemuž se tak vrátí jeho paměť. Říká mu, že nová Buzz Cola je značkou lidí.

### Úroveň 5
Apu je vyslán zjistit, odkud Koks pochází, ale i jeho na této cestě čeká mnoho překážek. Nakonec zjistí, že Haďák odhaluje kamiony tohoto nápoje na cestě do muzea. Apu a Bart zjistí, že za všechno mohou mimozemšťané Kang a Kodos, kteří tím chtěli vylepšit svou mezigalaktickou ITV reality show. Jejich plánem bylo za pomoci laserových děl způsobit masovou paniku a zmatek, zatímco by měli všechny pod kontrolou.

### Úroveň 6
Bart vyráží za Krustym, aby ho varoval před nebezpečím. Krusty mu ale nevěřil, dokud na Barta nezačali Kang a Kodos mířit jejich laserovou zbraní. Krusty poté Bartovi sdělí, že se tyto zbraně začaly náhodně rozdávat všech občanům po celém městě. Bart zničí jejich výdejní místa. Homer prozradí, že Kang a Kodos číhají v pivovaru piva Duff. V pivovaru se ale ukáže, že laserové zbraně byly pouze plánem A Kanga a Kodose. Když tento plán nyní selhal, přecházejí na plán B: znečištění pitné vody Springfieldu Buzz Colou, jež přeměňuje lidi na zombie. Tímto způsobem jim živí mrtví budou moci pomáhat a způsobí tak i plánované zničení.

### Úroveň 7
Poslední úroveň se odehrává během Halloweenu a je založena především na Speciálních čarodějnických dílech. Homer sbírá body a celá rodina se potřebuje chránit před zombies. Homer sám skončí ve škole, kde loď Kanga a Kodose štve všechny kolemjdoucí. Profesor Frink poradí Homerovi, ať do jejich ufa doveze několik vozidel naložených radioaktivním odpadem, zatímco bude vlečný paprsek lodi v provozu. Burns dává Homerovi mapu skladu. Homerovi se poté ještě dostane pomoci od Abrahama a Haďáka. Nakonec loď exploduje a Kang a Kodos jsou zabiti; město je zachráněno. Jedinou nevýhodou je, že po explozi radioaktivního odpadu Homerovi dočasně naroste třetí ruka.